# John Singer Sargent
John Singer Sargent (Florence, 12 januari 1856 - Londen, 14 april 1925) was een Amerikaanse schilder, vooral bekend door zijn portretten.

## Leven en werk
Sargent had Amerikaanse ouders, maar werd geboren in Italië en leefde het grootste deel van zijn leven in Europa. Hij werd met name bekend vanwege zijn portretten (Rodin noemde hem "de Van Dyck van onze tijd"), maar aan het eind van zijn leven legde hij zich ook toe op het schilderen van landschappen. Hij maakte in totaal ongeveer 900 olieverfschilderijen, 2000 aquarellen en talloze schetsen en houtskooltekeningen.

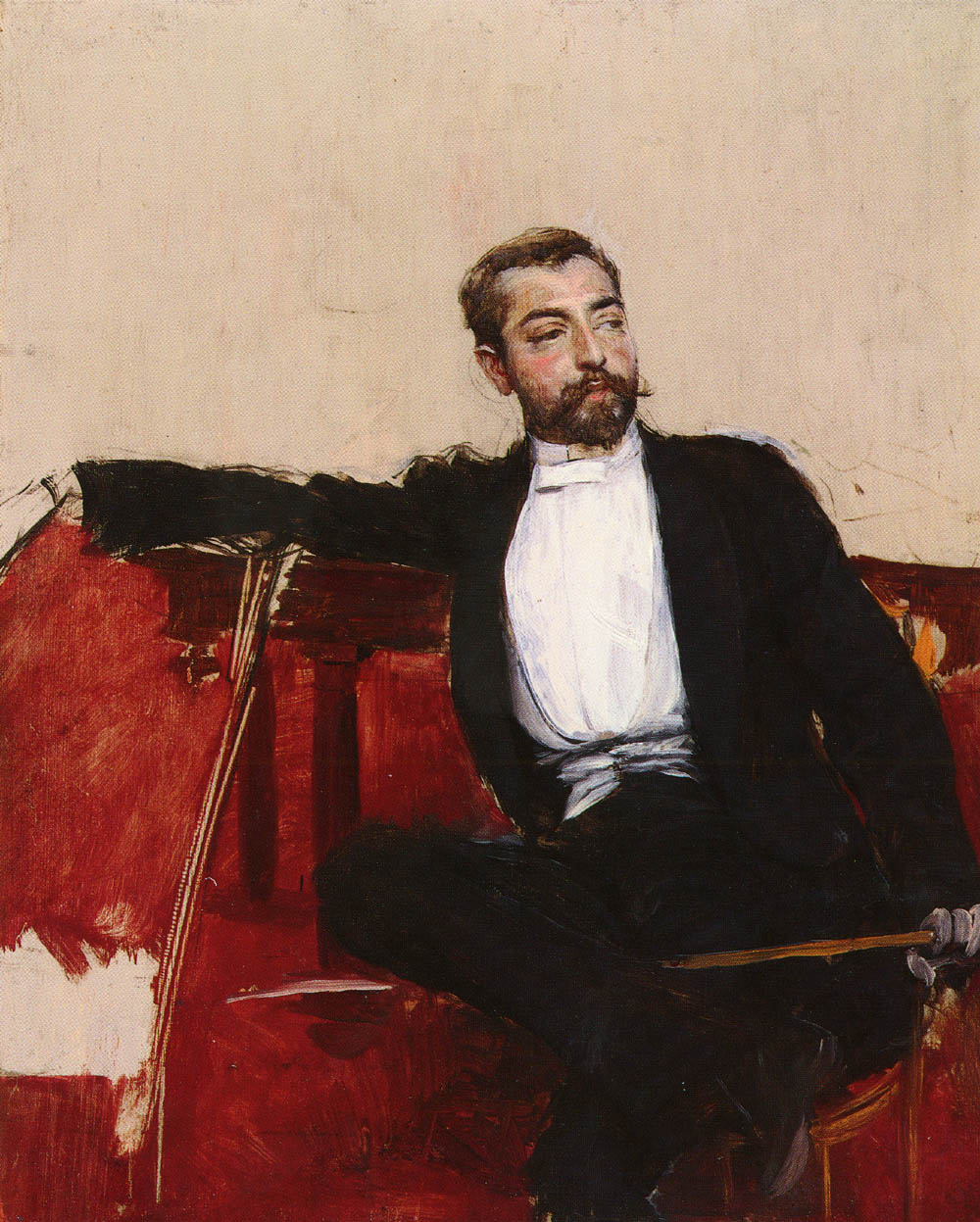
Portret van John Singer Sargent, ca. 1890, door Giovanni Boldini

Sargents stijl is realistisch, maar vaak ook grof, waarin hij toch duidelijk de karakteristieken van de geportretteerde naar voren laat komen. Portrait of Madame X in het Metropolitan Museum of Art wordt door sommigen beschouwd als zijn meesterwerk. In sommige andere schilderijen heeft hij geëxperimenteerd met impressionistische technieken, zoals bij Claude Monet Painting at the Edge of a Wood. 

## Galerij

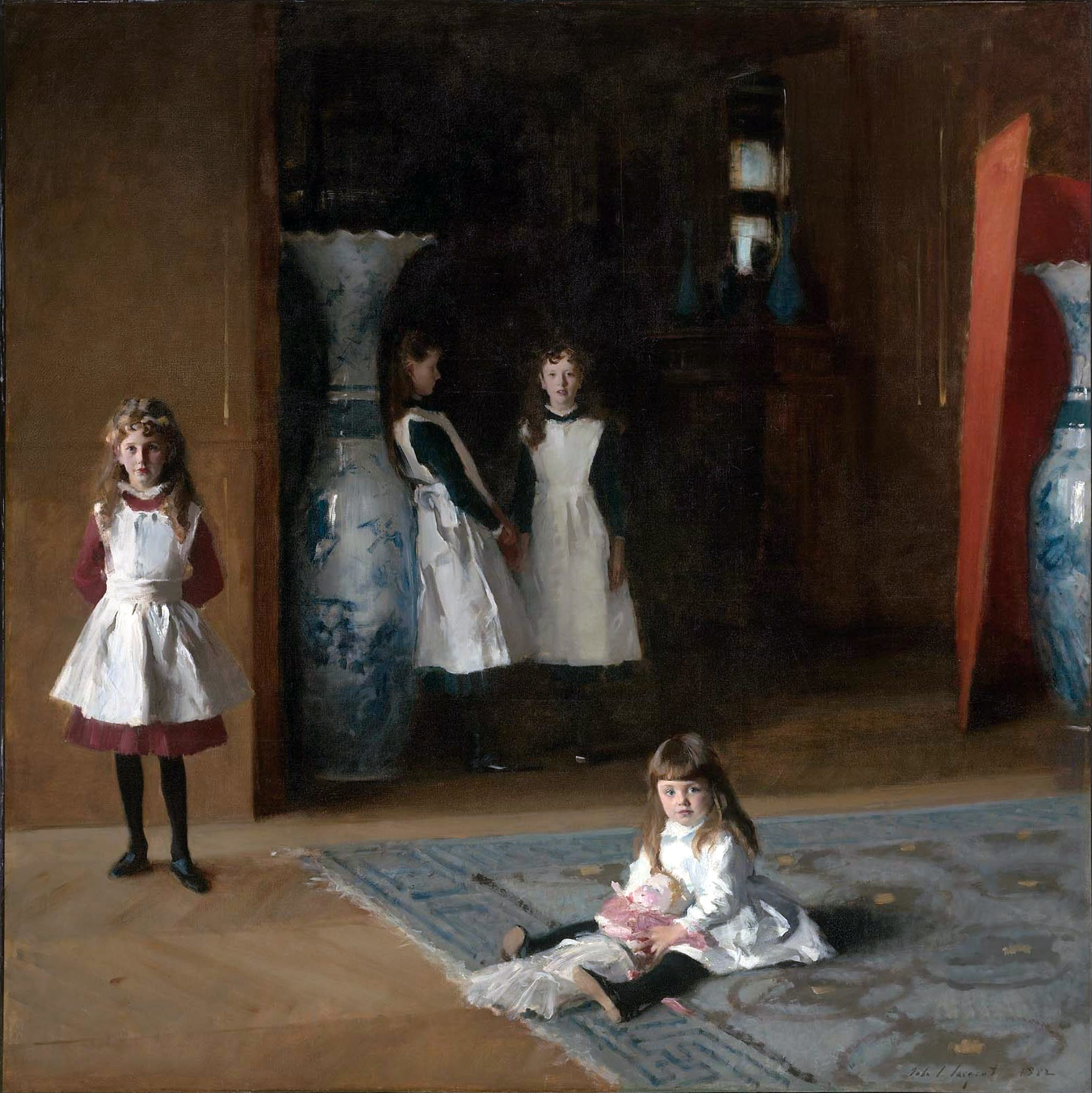
The Daughters of Edward Darley Boit, 1882, Museum of Fine Arts, Boston
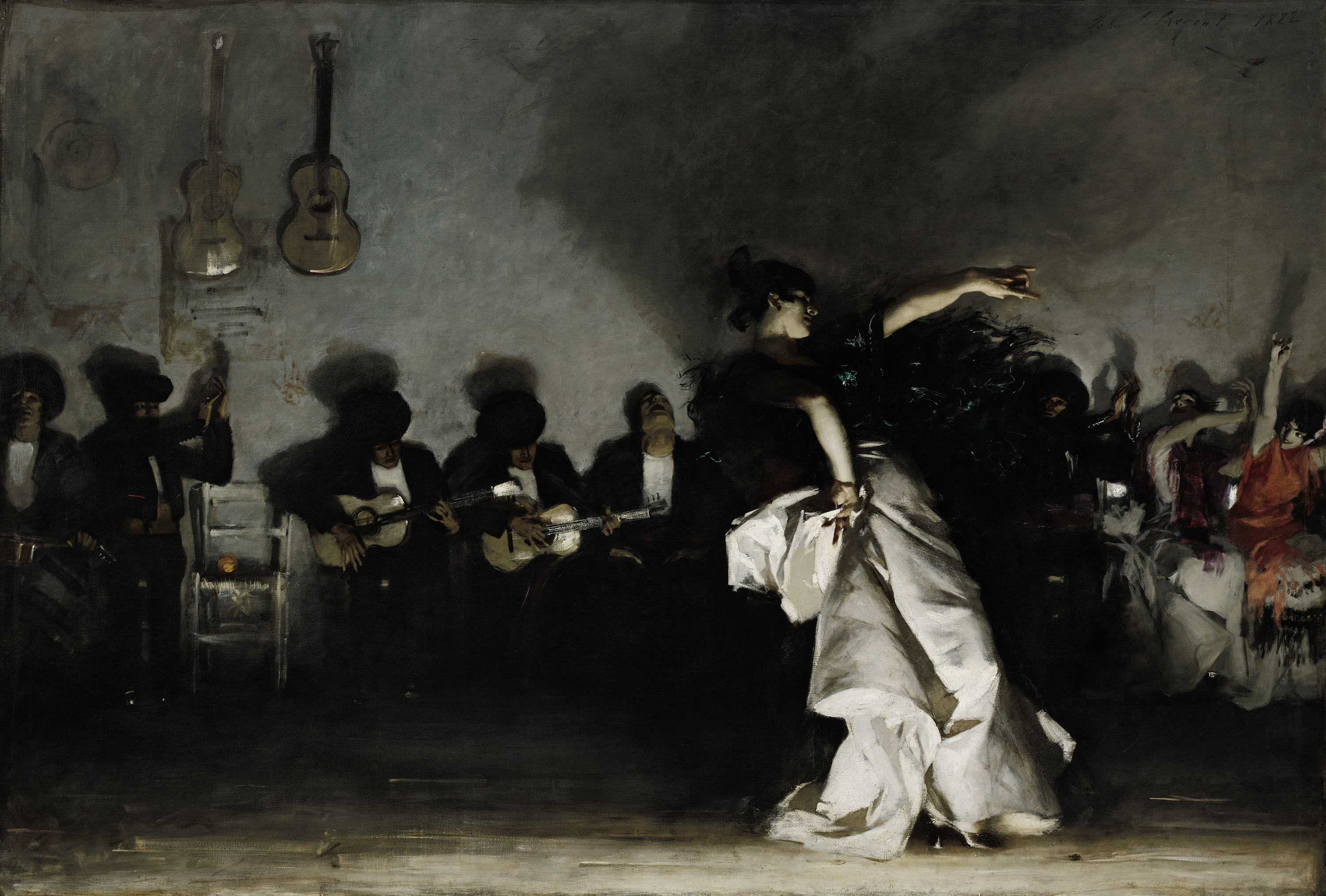
El Jaleo, 1882, Gardner Museum, Boston
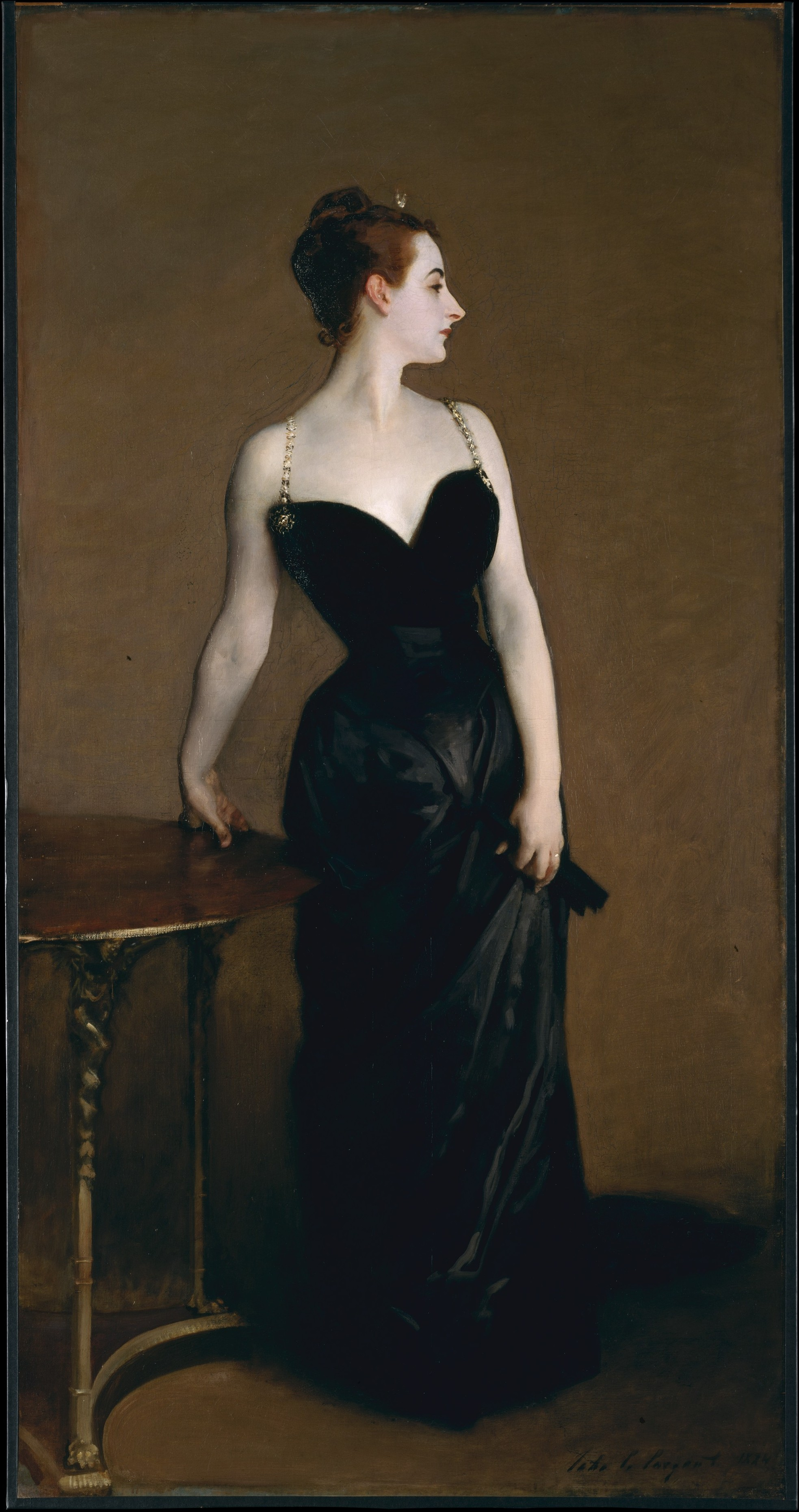
Portret van Madame X, 1883, Metropolitan Museum of Art, New York
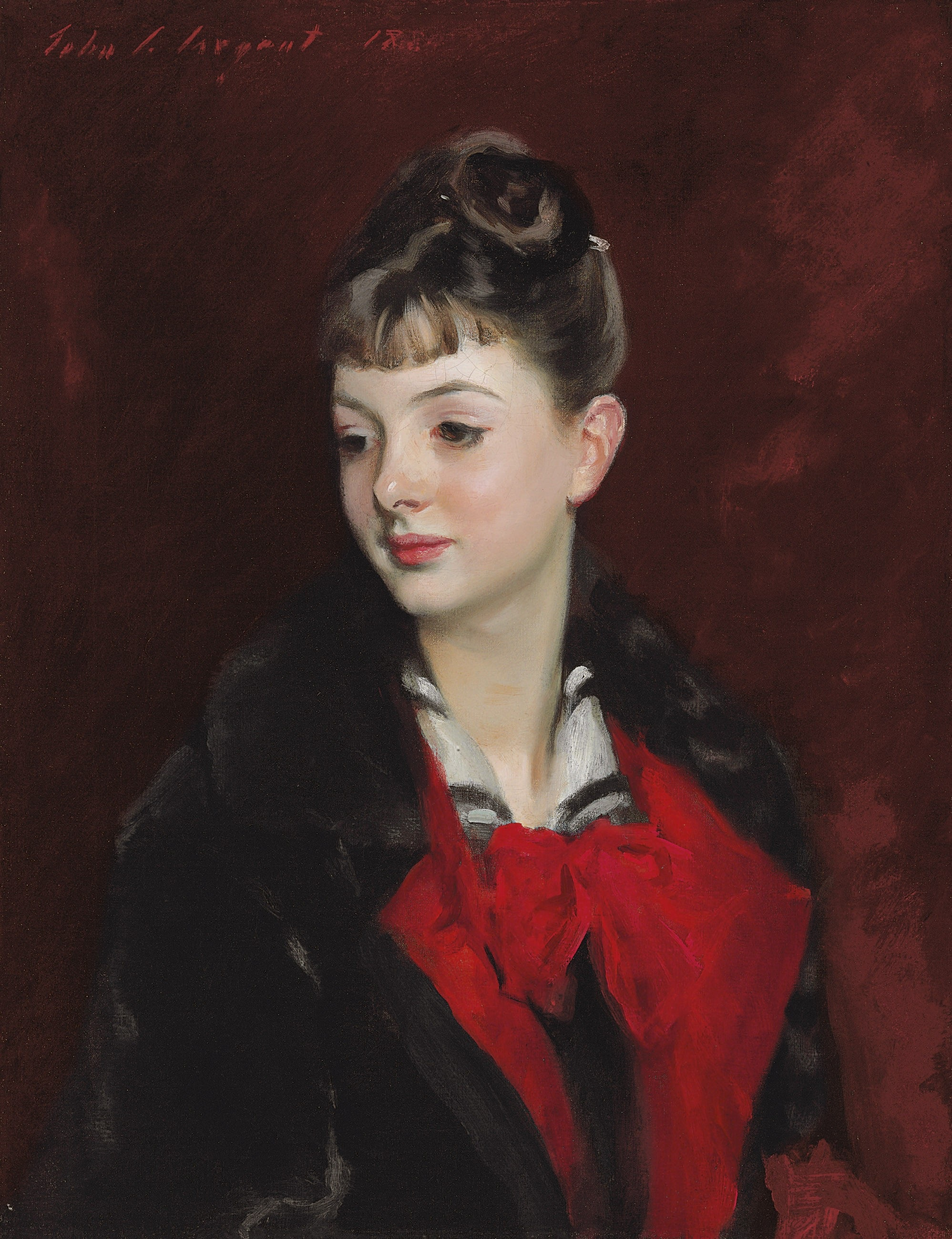
Portret van Mademoiselle Suzanne Poirson, 1884
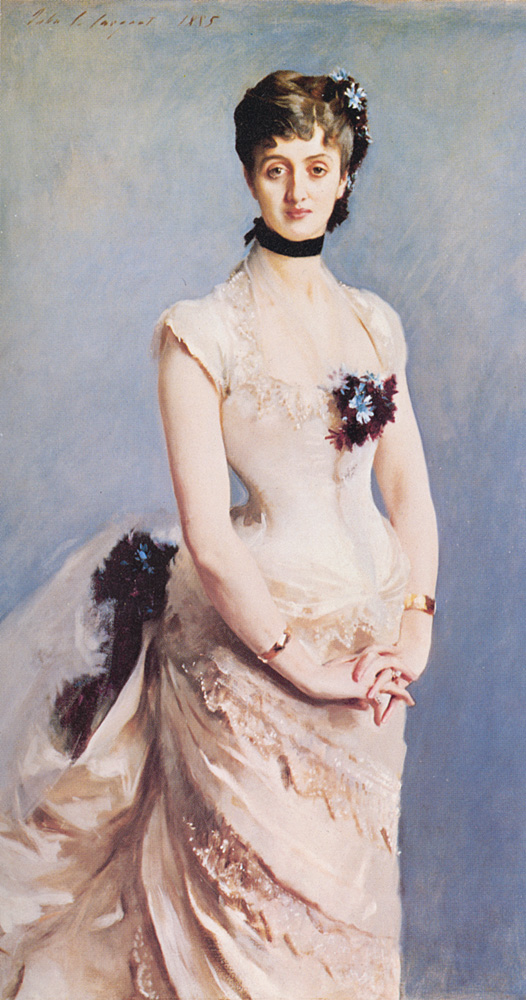
Portret van Madame Paul Poirson, 1885, DIA
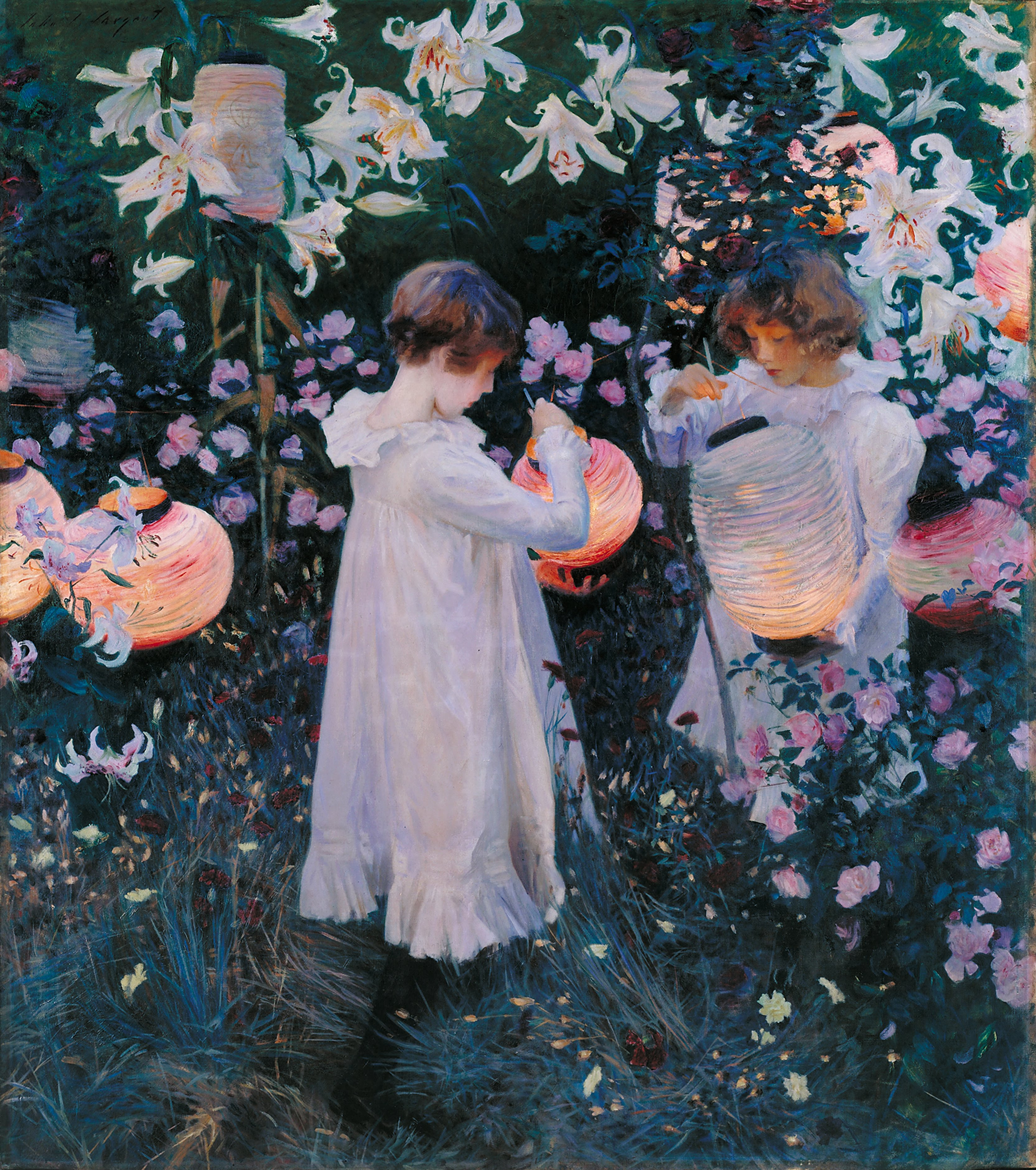
Anjer, lelie, lelie, roos, ca. 1885, Tate Britain, Londen
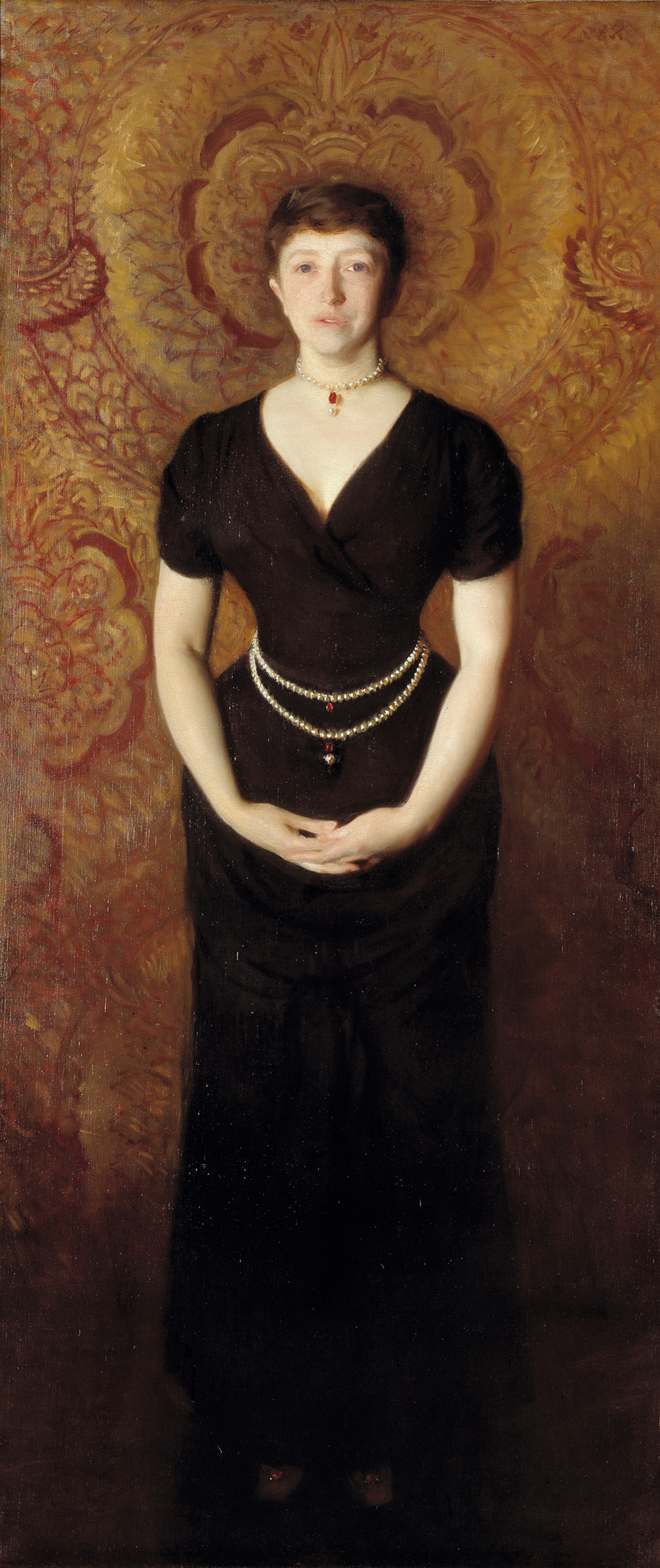
Portret van Isabella Stewart Gardner, 1888, Gardner Museum, Boston
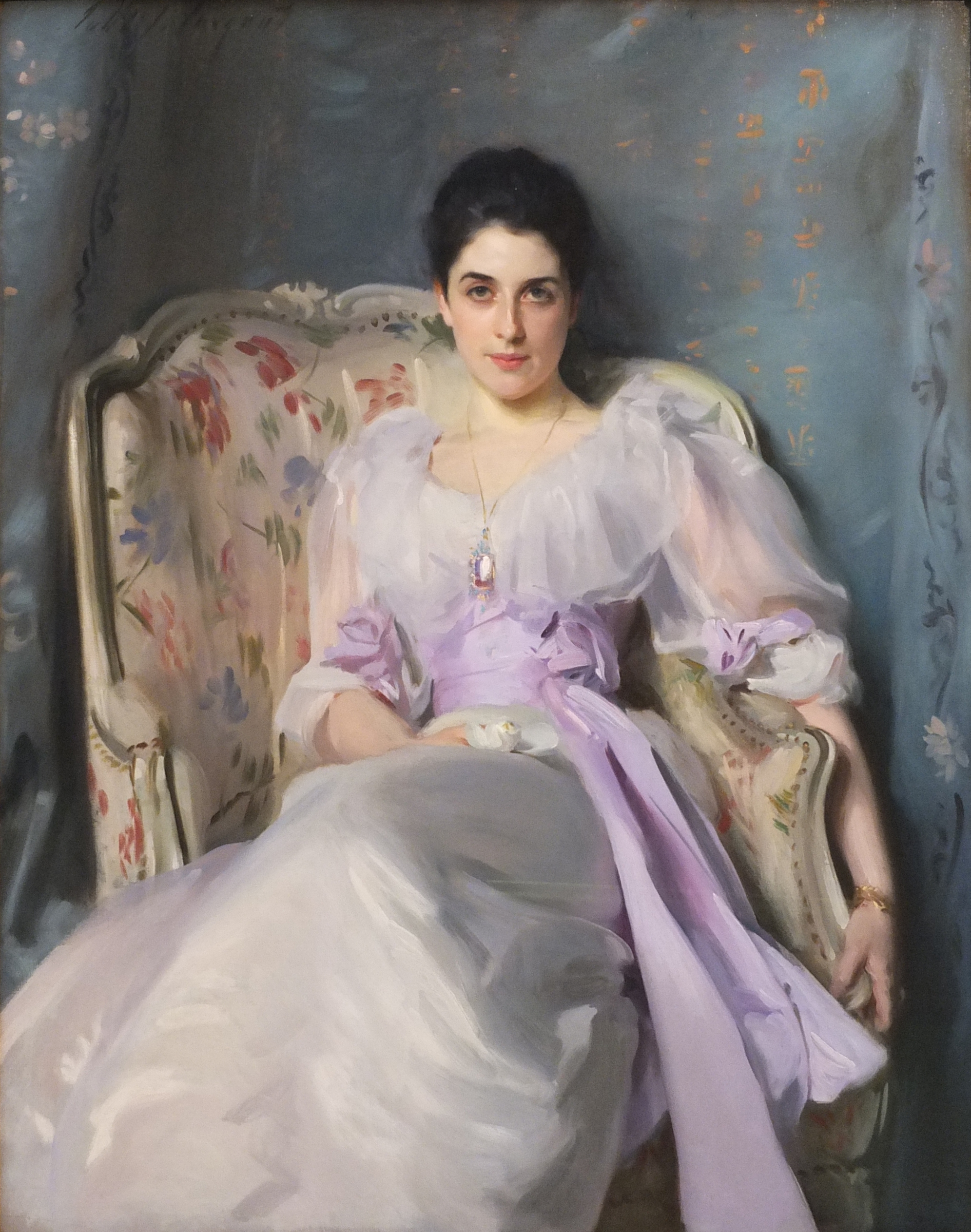
Portret van Lady Agnew of Lochnaw, 1892, Scottish National Gallery, Edinburgh
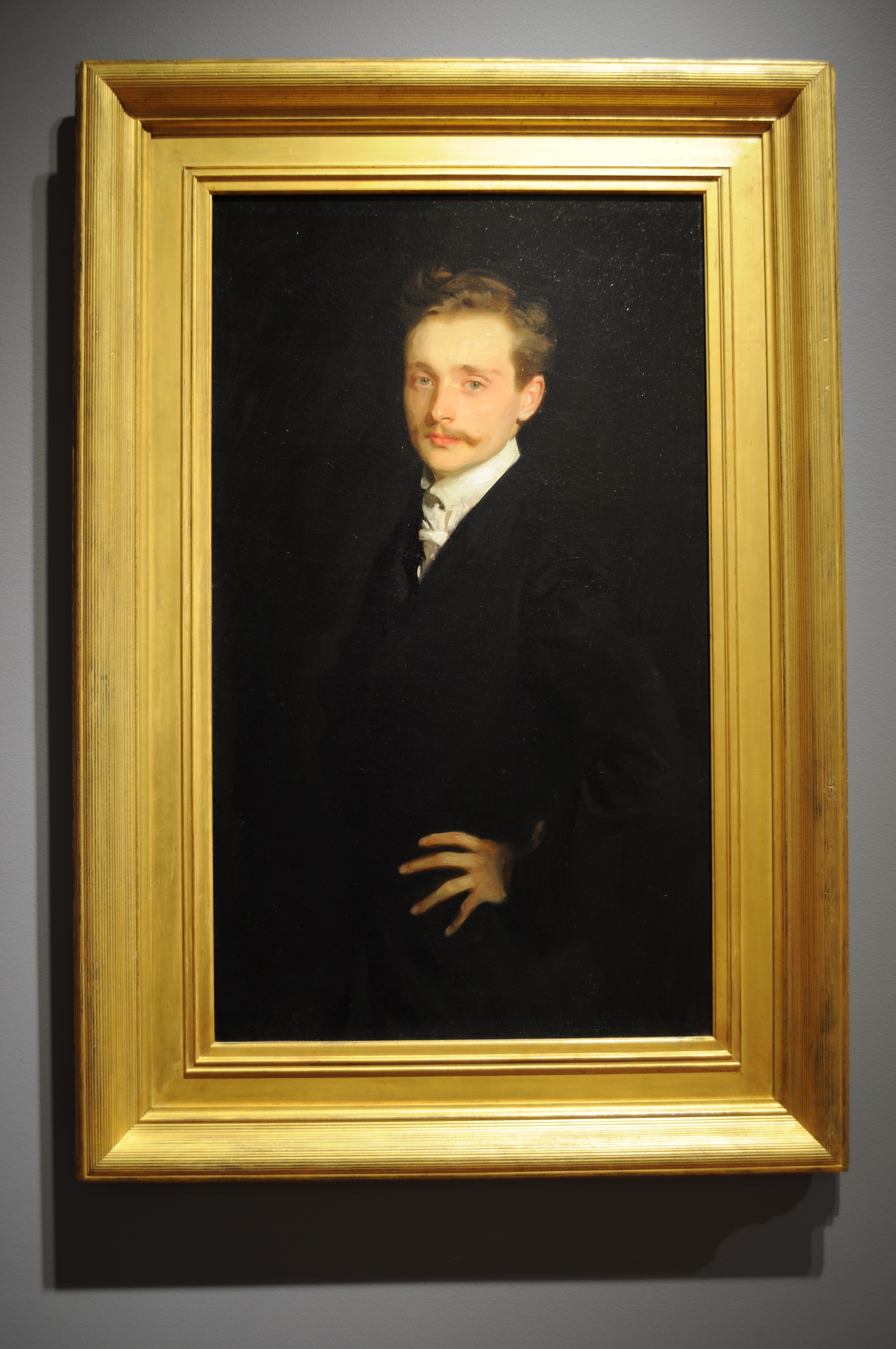
Portret van Léon Delafosse, 1895-1898, Seattle Art Museum
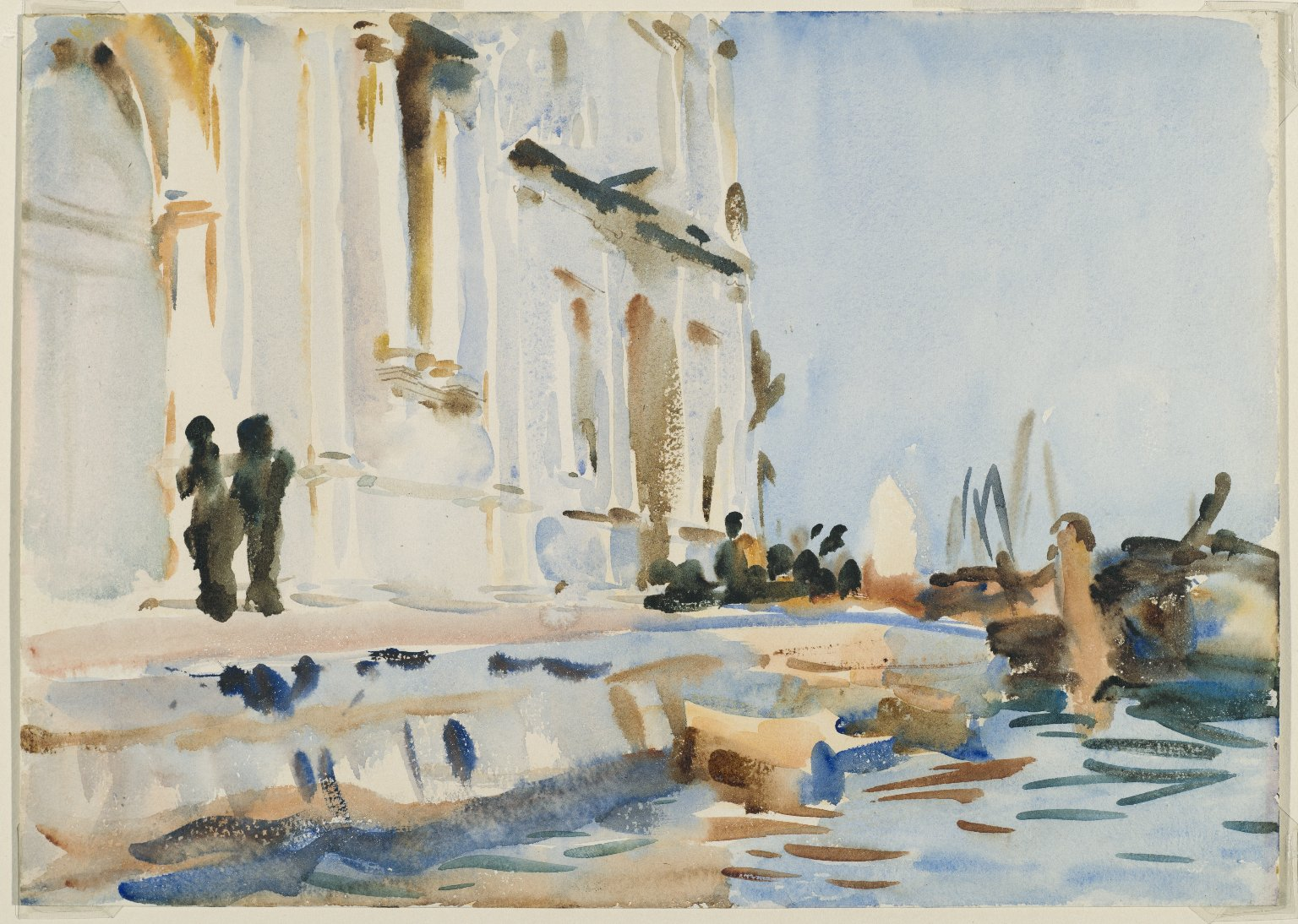
All' Ave Maria, ca. 1902-1904, Brooklyn Museum, New York
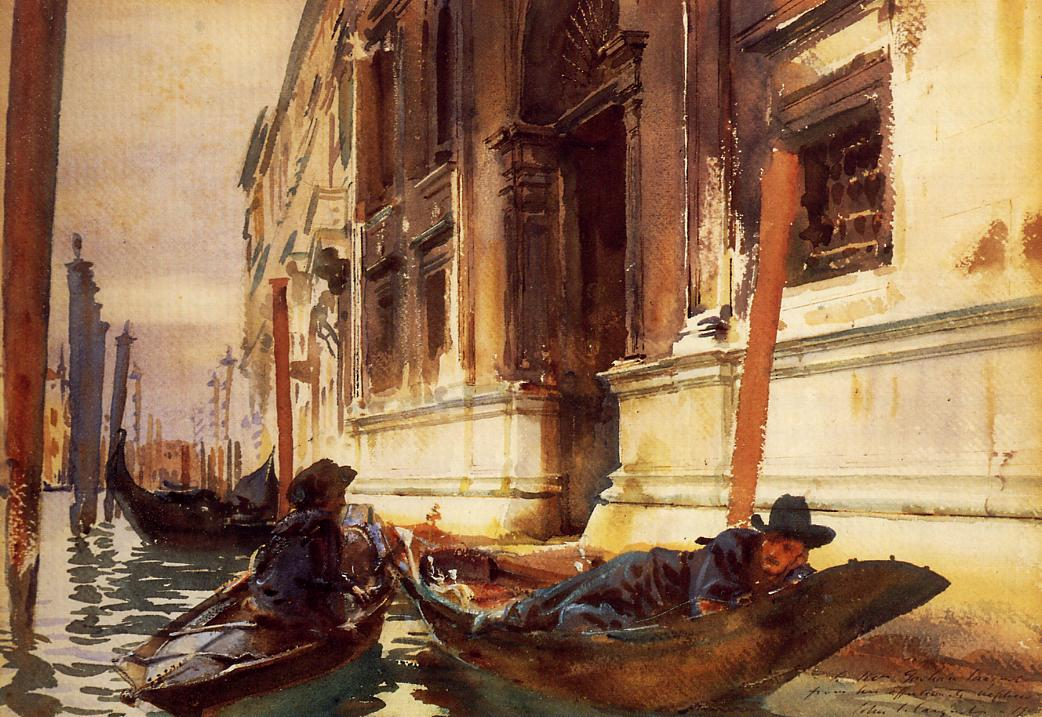
Gondolier's Siesta, 1905
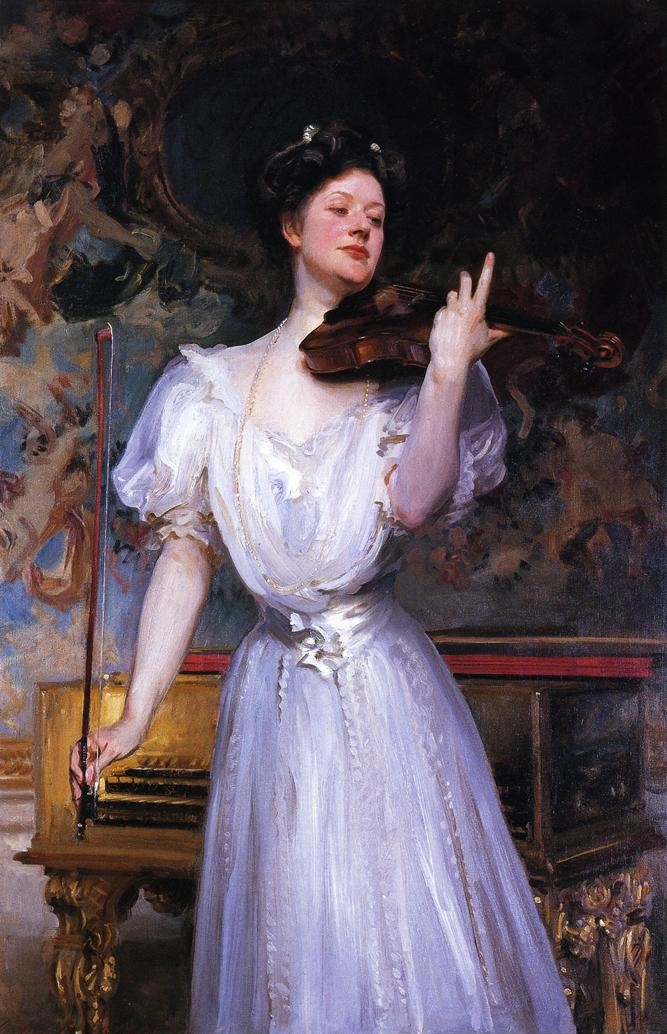
Portret van Leonora Speyer, 1907
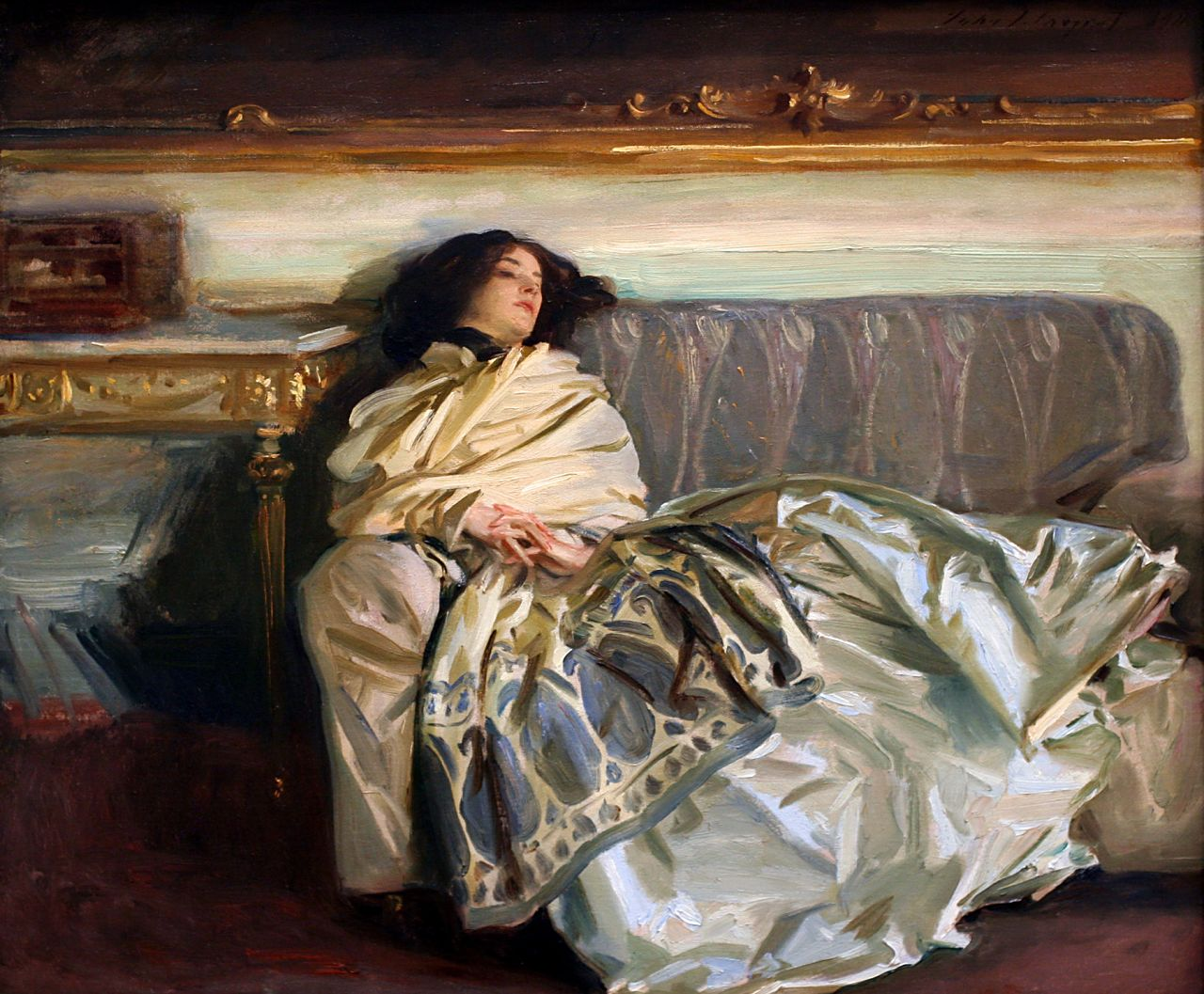
Nonchaloir, 1911, National Gallery of Art, Washington
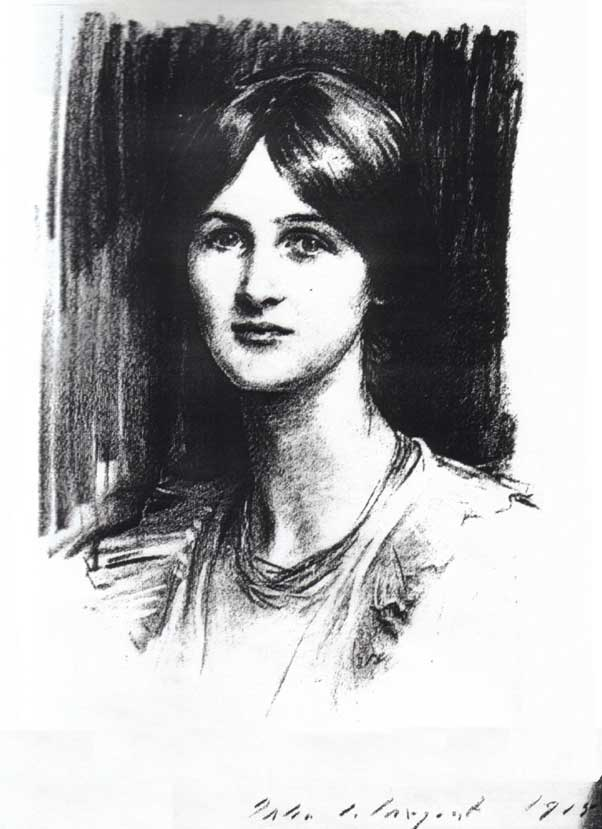
Portret van Angela Thirkell, 1915